# Teoria microbiana das doenças

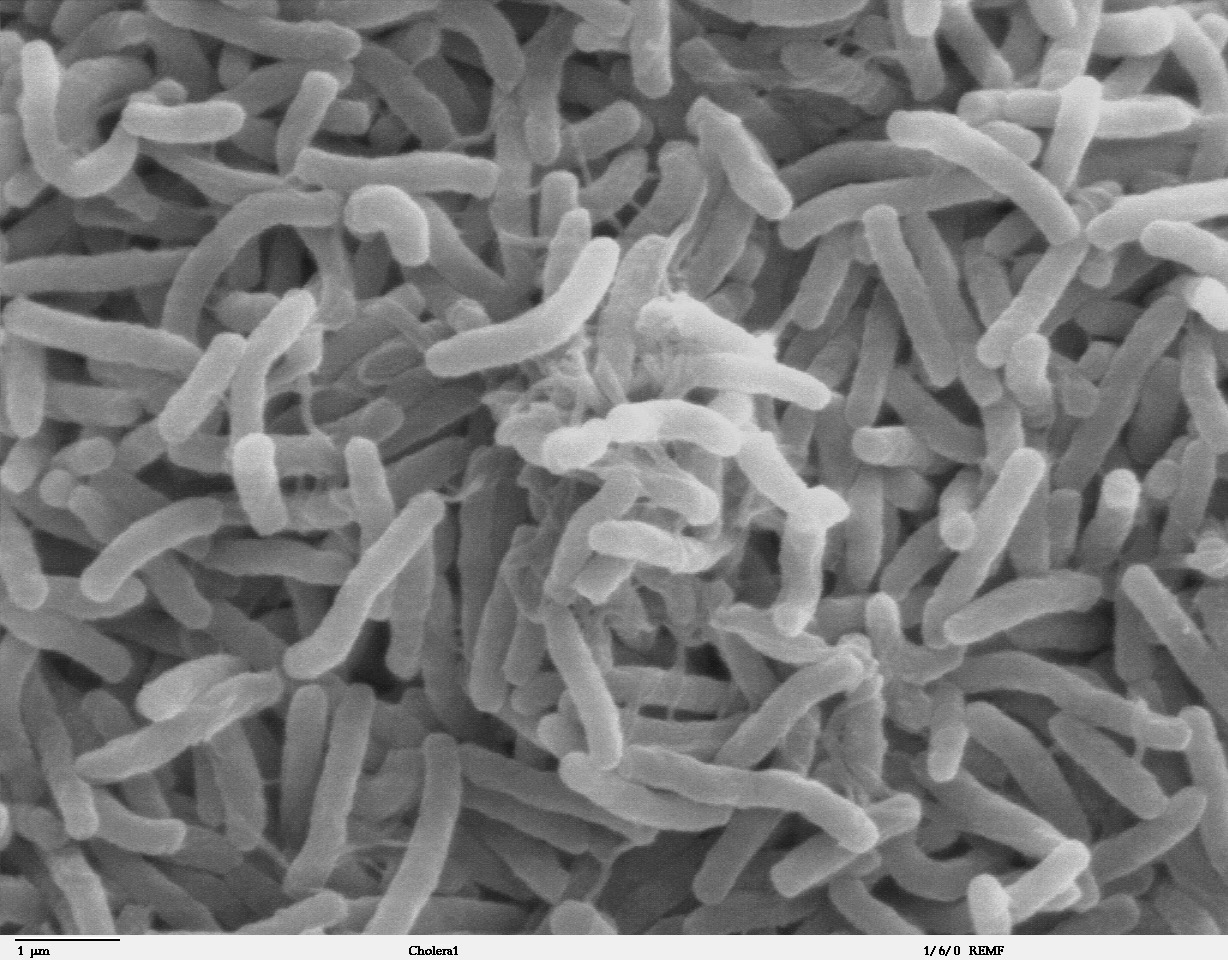
Imagem de microscópio eletrônico de varredura de Vibrio cholerae, bactéria causadora da cólera

A teoria microbiana das doenças ou teoria dos germes é a teoria científica atualmente aceita para muitas doenças. Ele afirma que microorganismos conhecidos como patógenos ou "germes" podem levar a doenças. Esses pequenos organismos, pequenos demais para serem vistos sem ampliação, invadem humanos, outros animais e outros hospedeiros vivos. Seu crescimento e reprodução dentro de seus hospedeiros podem causar doenças. "Germe" refere-se não apenas a uma bactéria, mas a qualquer tipo de microrganismo, como protistas ou fungos, ou mesmo patógenos não vivos que podem causar doenças, como vírus, príons ou viróides. As doenças causadas por patógenos são chamadas de doenças infecciosas. Mesmo quando um patógeno é a principal causa de uma doença, fatores ambientais e hereditários muitas vezes influenciam a gravidade da doença e se um indivíduo hospedeiro potencial se torna infectado quando exposto ao patógeno. Patógenos são doenças que podem passar de um indivíduo para outro, tanto em humanos quanto em animais. As doenças infecciosas são causadas por agentes biológicos, como microrganismos patogênicos (vírus, bactérias e fungos) e parasitas.
Formas básicas da teoria dos germes foram propostas por Girolamo Fracastoro em 1546 e expandidas por Marcus von Plentiz em 1762. No entanto, tais visões foram desprezadas na Europa, onde a teoria miasmática de Galeno permaneceu dominante entre cientistas e médicos.
No início do século XIX, a vacinação contra a varíola era comum na Europa, embora os médicos não soubessem como funcionava ou como estender o princípio a outras doenças. Um período de transição começou no final da década de 1850 com o trabalho de Louis Pasteur. Este trabalho foi posteriormente estendido por Robert Koch na década de 1880. No final daquela década, a teoria do miasma lutava para competir com a teoria dos germes da doença. Os vírus foram inicialmente descobertos na década de 1890. Eventualmente, seguiu-se uma "era de ouro" da bacteriologia, durante a qual a teoria dos germes rapidamente levou à identificação dos organismos reais que causam muitas doenças.

## Teoria miasmática

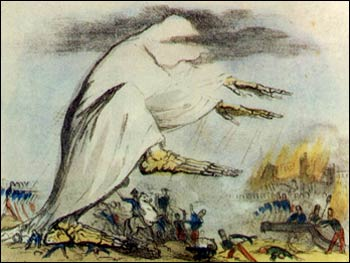
Uma representação de Robert Seymour da epidemia de cólera retrata a propagação da doença na forma de ar venenoso

A teoria miasmática era a teoria predominante da transmissão de doenças antes da teoria dos germes se firmar no final do século XIX, e não é mais aceita como uma explicação correta para a doença pela comunidade científica. Sustentava que doenças como cólera, infecção por clamídia ou a Peste Negra eram causadas por um miasma (em grego clássico: μίασμα, "poluição"), uma forma nociva de "ar ruim" que emana de matéria orgânica podre. O miasma era considerado um vapor venenoso ou névoa cheia de partículas de matéria decomposta (miasmata) que era identificável por seu mau cheiro. A teoria postulava que as doenças eram o produto de fatores ambientais, como água contaminada, ar poluído e más condições de higiene. Tais infecções, de acordo com a teoria, não eram transmitidas entre indivíduos, mas afetariam aqueles dentro de um local que deu origem a tais vapores.

## História
A visão histórica defendia que uma patologia tinha origem na geração espontânea, e não como uma consequência da ação de microrganismos que crescem no corpo hospedeiro e se multiplicam através da reprodução. Já em 1546 Girolamo Fracastoro propôs que as doenças epidémicas seriam causadas por entidades semelhantes a sementes, capazes de transmitir infecções por contacto direto ou indireto, ou mesmo sem qualquer contacto e a longas distâncias. A primeira referência escrita a uma teoria microbiana das doenças é atribuída ao Italiano Agostino Bassi , com base nas suas observações nas doenças dos bichos-da-seda. Em 1835, atribuiu inequivocamente a causa da muscardina dos insetos a um agente vivo e contagioso, visível a olho nu sob a forma de esporos, que nomeou de Botrytis paradoxa sendo posteriormente designado por Beauveria bassiana em sua homenagem.
Os microrganismos foram observados diretamente pela primeira vez por Anton van Leeuwenhoek, considerado o pai da microbiologia. Com base no seu trabalho, o médico Nicolas Andry defendeu em 1700 que os microrganismos a que chamava vermes eram responsáveis pela varíola, entre outras doenças.
Robert Koch foi o primeiro investigador a criar uma série de exames destinados a confirmar a teoria microbiana das doenças. Em 1890 publicou os Postulados de Koch, com base no seu trabalho de demonstração da bactéria Bacillus anthracis como causa do antraz. Estes postulados são ainda hoje usados para determinar se uma nova doença tem causa em microorganismos.